# صنعت آلومینیوم در ایالات متحده آمریکا

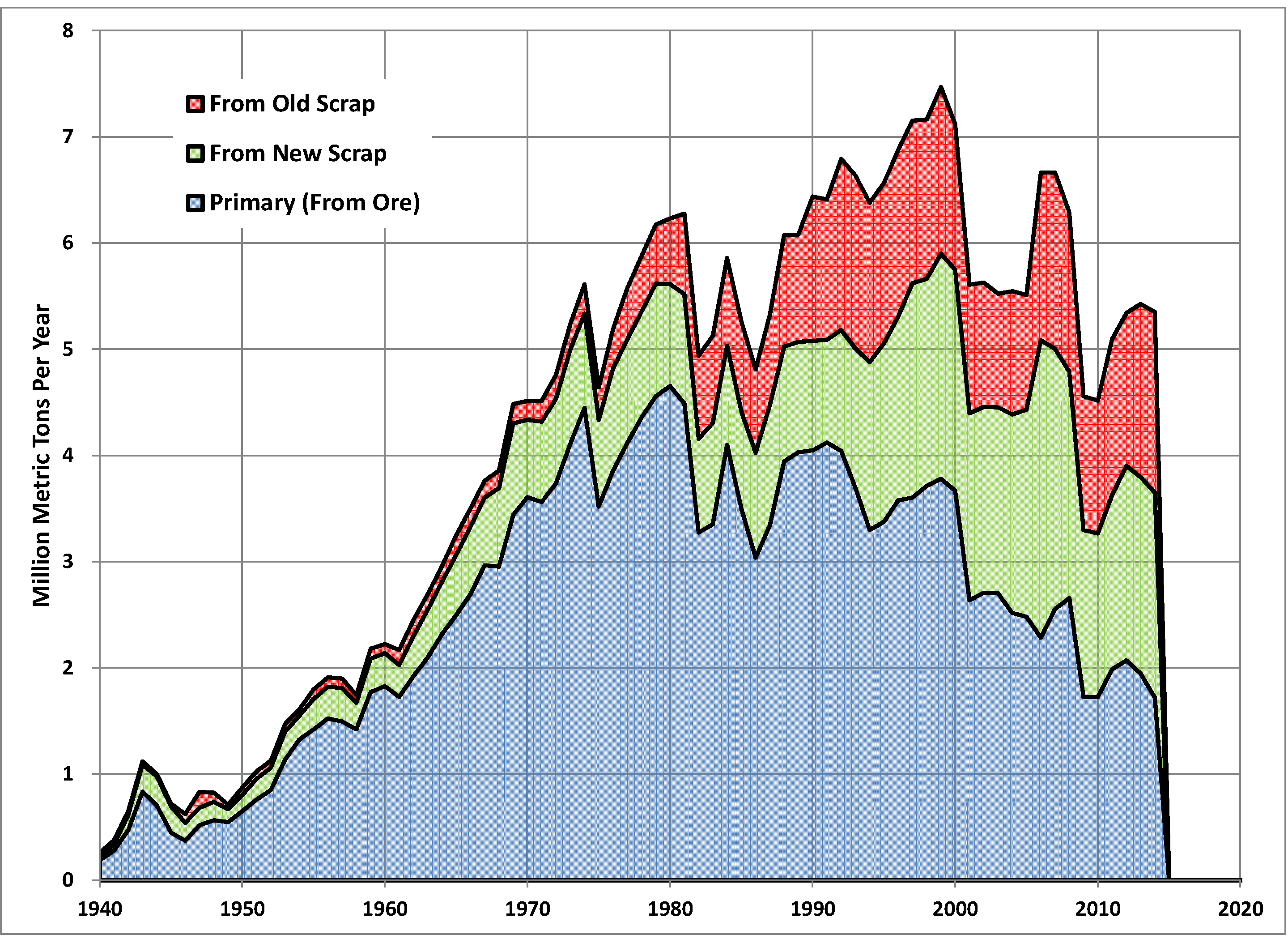
تولید آلومینیوم ایالات متحده، ۱۹۴۰–۲۰۱۴. داده‌های USGS

صنعت آلومینیوم در ایالات متحده در سال ۲۰۱۴، ۱٫۷۲ میلیون تن آلومینیوم اولیه به ارزش ۳٫۹۷ میلیارد دلار در ۹ کارخانه ذوب آلومینیوم تولید کرد. علاوه بر این، ایالات متحده ۱٫۷۰ میلیون تن آلومینیوم ثانویه از ضایعات قدیمی (ضایعات پس از مصرف) و ۱٫۹۳ میلیون تن آلومینیوم از ضایعات جدید (تولید) تولید کرد. ایالات متحده ششمین تولیدکننده بزرگ آلومینیوم اولیه در جهان در سال ۲۰۱۴ بود. در این صنعت ۲۹۰۰۰ نفر مشغول به کار بودند.

## محصول اولیه
در سال ۲۰۱۴، آلومینیوم اولیه که از بوکسیت تولید می‌شود، توسط سه شرکت در ۹ کارخانه ذوب تولید شد. آلومینیوم اولیه برای مصارف باکیفیت مانند هواپیما ترجیح داده می‌شود. پیشرو در تولید ایالات متحده Alcoa بود. همچنین کارخانه‌های اولیه چندگانه Century Aluminium بود.
کارخانه‌های ذوب آلومینیوم اولیه در ایالات متحده
| نام                  | محل                       | مالک          | وضعیت و تاریخ        |
| -------------------- | ------------------------- | ------------- | -------------------- |
| گیاه واریک           | ایوانسویل، ایندیانا       | الکوآ         | بازگشایی، ژوئیه 2018 |
| گیاه ماسنا           | ماسنا، نیویورک            | الکوآ         | عملیاتی، آوریل 2014  |
| کوه هالی پلنت        | کوه هالی، کارولینای جنوبی | آلومینیوم قرن | عملیاتی، دسامبر 2014 |
| کارخانه هاوسویل      | هاوسویل، کنتاکی           | آلومینیوم قرن | بازگشایی، اوت 2018   |
| گیاه Sebree          | سبری، کنتاکی              | آلومینیوم قرن | عملیاتی، می 2015     |
| گیاه نوراندا         | نیو مادرید، میسوری        | قدر ۷ فلزات   | بازگشایی، ژوئیه 2018 |
| کارخانه اینتالکو     | فرندیل، واشینگتن          | الکوآ         | بیکار، می 2020       |
| گیاه Ravenswood      | ریونسوود، ویرجینیای غربی  | آلومینیوم قرن | بسته شد، ژوئیه 2015  |
| گیاه اورمت           | هانیبال، اوهایو           | اورمت         | بسته شد، اوت 2014    |
| کارخانه آبشار کلمبیا | آبشار کلمبیا، مونتانا     | گلنکور        | در مارس ۲۰۱۵ بسته شد |
| گیاه سنت لارنس       | ماسنا، نیویورک            | الکوآ         | بسته شد              |
| گیاه وناچی           | وناچی، واشینگتن           | الکوآ         | بسته شد              |
| گیاه راکدیل          | راکدیل، تگزاس             | الکوآ         | بسته شد              |

## تولید ثانویه
تولید ثانویه بازیافت آلومینیوم فلزی مشتق شده از ضایعات است. تولید ثانویه می‌تواند از ضایعات جدید (از تولید آلومینیوم) یا از ضایعات قدیمی (ضایعات پس از مصرف مانند قوطی‌های آلومینیومی بازیافتی) باشد.

## مواد خام

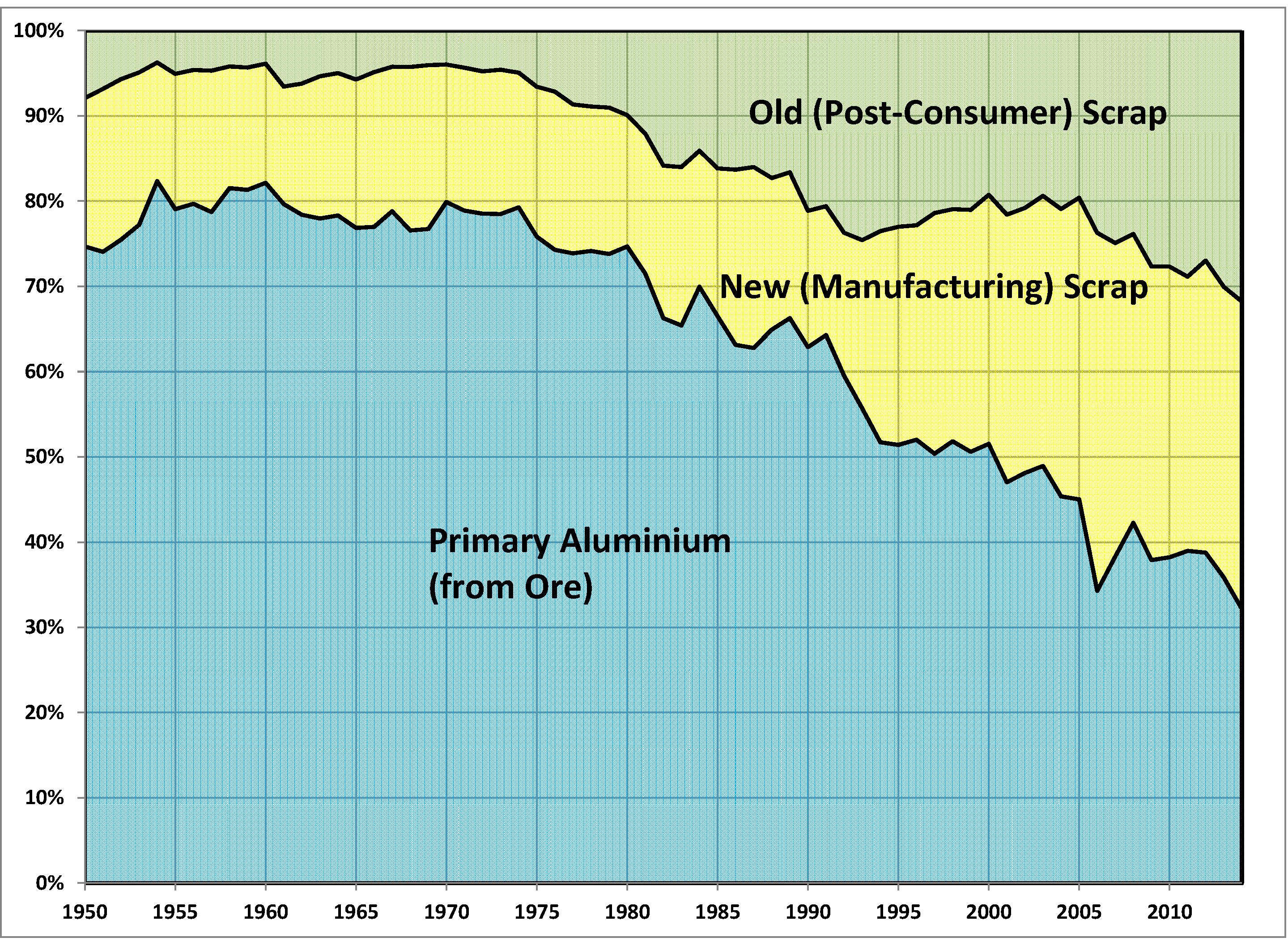
نسبت تولید آلومینیوم ایالات متحده از مواد اولیه مختلف. داده‌های USGS

مواد خام اصلی برای تولید آلومینیوم بوکسیت (برای تولید اولیه) و قراضه (برای تولید ثانویه) است.
تولید آلومینیوم اولیه مقدار زیادی برق مصرف می‌کند که حدود یک سوم هزینه فرایند را تشکیل می‌دهد. ساخت یک تن آلومینیوم اولیه حداقل ۱۲۵۰۰ مصرف می‌کند کیلووات ساعت، و بیشتر گیاهان ۱۴۵۰۰ تا ۱۵۰۰۰ مصرف می‌کنند کیلووات ساعت در هر تن آلومینیوم اولیه.
تولید ثانویه مقدار معین آلومینیوم به حدود ۱۰ درصد برق مصرفی در تولید اولیه نیاز دارد.
تولید بوکسیت در ایالات متحده برای تولید آلومینیوم اولیه ناچیز است. در سال ۲۰۱۳، ایالات متحده تنها ۱٫۳ درصد از بوکسیت مورد استفاده خود را استخراج کرد، در حالی که تولید استخراج شده ایالات متحده کمتر از ۰٫۱ درصد از تولید جهانی بود.

## معامله بین‌المللی
ایالات متحده تقریباً تمام بوکسیت (تنها سنگ معدن تجاری آلومینیوم) مورد استفاده در تولید آلومینیوم اولیه را وارد می‌کند. برای سال‌ها، ایالات متحده کمتر از ۱٪ از بوکسیت مورد استفاده برای تولید آلومینیوم را خود تولید کرده‌است.
ایالات متحده همچنین ۳۳ درصد از فلز آلومینیوم مورد استفاده در سال ۲۰۱۴ را وارد کرد. ۶۳ درصد آلومینیوم وارداتی آمریکا از کانادا بوده‌است.

## تاریخچه تولید آلومینیوم آمریکا
ایالات متحده قبلاً عنصر بسیار مهم‌تری در بازار اولیه آلومینیوم جهانی بود. در سال ۱۹۸۱، ایالات متحده ۳۰ درصد آلومینیوم اولیه جهان را تولید می‌کرد و برای سال‌های زیادی تا سال ۲۰۰۰، ایالات متحده بزرگترین تولیدکننده آلومینیوم اولیه در جهان بود. در مقابل، در سال ۲۰۱۴، ایالات متحده در رتبه ششم تولید آلومینیوم اولیه قرار گرفت و تنها ۳٫۵ درصد از تولید جهانی را تأمین کرد.
تولید آلومینیوم اولیه ایالات متحده در سال ۱۹۸۰ با ۴٫۶۴ میلیون تن به اوج خود رسید. از آن زمان، تولید آلومینیوم اولیه ایالات متحده بیش از نصف کاهش یافته‌است، اما تولید ثانویه افزایش یافته‌است، که این تفاوت را بیشتر می‌کند. در دهه‌های ۱۹۵۰ و ۱۹۶۰، تولید اولیه حدود ۸۰ درصد از تولید آلومینیوم را تشکیل می‌داد. در سال ۲۰۱۴، تولید اولیه ۳۲ درصد بود، در حالی که ثانویه از قراضه جدید ۳۶ درصد و ثانویه از قراضه قدیمی ۳۲ درصد از تولید آلومینیوم ایالات متحده را تشکیل می‌داد.
| No.   | Country              | Quantity    | Quantity | Value      | Value |
| No.   | Country              | metric tons | %        | k$         | %     |
| ----- | -------------------- | ----------- | -------- | ---------- | ----- |
| ۱     | Canada               | ۲٬۸۲۰٬۰۰۰   | ۵۵٫۵     | ۶٬۱۳۰٬۰۰۰  | ۵۰٫۲  |
| ۲     | China                | ۳۹۵٬۰۰۰     | ۷٫۸      | ۱٬۱۲۰٬۰۰۰  | ۹٫۲   |
| ۳     | Russia               | ۲۹۷٬۰۰۰     | ۵٫۸      | ۶۸۳٬۰۰۰    | ۵٫۶   |
| ۴     | United Arab Emirates | ۲۹۴٬۰۰۰     | ۵٫۸      | ۶۶۵٬۰۰۰    | ۵٫۵   |
| ۵     | Mexico               | ۱۶۲٬۰۰۰     | ۳٫۲      | ۳۸۳٬۰۰۰    | ۳٫۱   |
| ۶     | Bahrain              | ۱۰۹٬۰۰۰     | ۲٫۱      | ۲۶۹٬۰۰۰    | ۲٫۲   |
| ۷     | Argentina            | ۸۵٬۹۰۰      | ۱٫۷      | ۱۸۷٬۰۰۰    | ۱٫۵   |
| ۸     | Germany              | ۷۸٬۲۰۰      | ۱٫۵      | ۳۲۴٬۰۰۰    | ۲٫۷   |
| ۹     | Venezuela            | ۶۸٬۹۰۰      | ۱٫۴      | ۱۲۸٬۰۰۰    | ۱٫۰   |
| ۱۰    | South Africa         | ۵۷٬۳۰۰      | ۱٫۱      | ۱۷۹٬۰۰۰    | ۱٫۵   |
| ۱۱    | South Korea          | ۳۸٬۴۰۰      | ۰٫۸      | ۱۰۹٬۰۰۰    | ۰٫۹   |
| ۱۲    | Japan                | ۲۷٬۸۰۰      | ۰٫۵      | ۱۲۲٬۰۰۰    | ۱٫۰   |
| ۱۳    | Brazil               | ۲۷٬۰۰۰      | ۰٫۵      | ۵۶٬۹۰۰     | ۰٫۵   |
| ۱۴    | France               | ۲۱٬۵۰۰      | ۰٫۴      | ۱۵۵٬۰۰۰    | ۱٫۳   |
| ۱۵    | Australia            | ۱۹٬۸۰۰      | ۰٫۴      | ۴۷٬۷۰۰     | ۰٫۴   |
| ۱۶    | Italy                | ۱۹٬۳۰۰      | ۰٫۴      | ۷۰٬۴۰۰     | ۰٫۶   |
| ۱۷    | United Kingdom       | ۱۷٬۱۰۰      | ۰٫۳      | ۵۹٬۳۰۰     | ۰٫۵   |
| ۱۸    | Norway               | ۱۴٬۰۰۰      | ۰٫۳      | ۳۲٬۱۰۰     | ۰٫۳   |
| ۱۹    | Spain                | ۹٬۳۶۰       | ۰٫۲      | ۲۱٬۴۰۰     | ۰٫۲   |
| ۲۰    | Belgium              | ۸٬۸۱۰       | ۰٫۲      | ۴۳٬۸۰۰     | ۰٫۴   |
| ۲۱    | Panama               | ۵٬۰۱۰       | ۰٫۱      | ۷٬۰۷۰      | ۰٫۱   |
| ۲۲    | Netherlands          | ۴٬۹۸۰       | ۰٫۱      | ۲۱٬۹۰۰     | ۰٫۲   |
| Other | Other                | ۴۹۶٬۰۰۰     | ۹٫۸      | ۱٬۳۹۰٬۰۰۰  | ۱۱٫۴  |
| Total | Total                | ۵٬۰۸۰٬۰۰۰   | ۱۰۰٫۰    | ۱۲٬۲۰۰٬۰۰۰ | ۱۰۰٫۰ |

| No.   | Country            | Quantity    | Quantity | Value     | Value |
| No.   | Country            | metric tons | %        | k$        | %     |
| ----- | ------------------ | ----------- | -------- | --------- | ----- |
| ۱     | China              | ۸۸۲٬۰۰۰     | ۲۹٫۳     | ۱٬۵۷۰٬۰۰۰ | ۱۸٫۶  |
| ۲     | Mexico             | ۸۲۱٬۰۰۰     | ۲۷٫۳     | ۲٬۵۳۰٬۰۰۰ | ۲۹٫۹  |
| ۳     | Canada             | ۶۵۷٬۰۰۰     | ۲۱٫۸     | ۲٬۰۵۰٬۰۰۰ | ۲۴٫۳  |
| ۴     | Korea, Republic of | ۲۰۵٬۰۰۰     | ۶٫۸      | ۵۳۲٬۰۰۰   | ۶٫۳   |
| ۵     | Taiwan             | ۴۶٬۷۰۰      | ۱٫۶      | ۱۰۶٬۰۰۰   | ۱٫۳   |
| ۶     | Japan              | ۳۸٬۲۰۰      | ۱٫۳      | ۲۷۵٬۰۰۰   | ۳٫۳   |
| ۷     | Hong Kong          | ۳۲٬۱۰۰      | ۱٫۱      | ۵۲٬۴۰۰    | ۰٫۶   |
| ۸     | France             | ۲۲٬۲۰۰      | ۰٫۷      | ۱۶۱٬۰۰۰   | ۱٫۹   |
| ۹     | Germany            | ۲۰٬۷۰۰      | ۰٫۷      | ۱۳۴٬۰۰۰   | ۱٫۶   |
| ۱۰    | United Kingdom     | ۱۹٬۲۰۰      | ۰٫۶      | ۱۶۴٬۰۰۰   | ۱٫۹   |
| ۱۱    | Brazil             | ۹٬۰۳۰       | ۰٫۳      | ۵۵٬۴۰۰    | ۰٫۷   |
| ۱۲    | Thailand           | ۸٬۰۹۰       | ۰٫۳      | ۳۲٬۹۰۰    | ۰٫۴   |
| ۱۳    | Saudi Arabia       | ۶٬۰۷۰       | ۰٫۲      | ۲۷٬۸۰۰    | ۰٫۳   |
| ۱۴    | Singapore          | ۵٬۰۱۰       | ۰٫۲      | ۴۱٬۲۰۰    | ۰٫۵   |
| ۱۵    | Italy              | ۳٬۰۸۰       | ۰٫۱      | ۳۹٬۸۰۰    | ۰٫۵   |
| ۱۶    | Netherlands        | ۲٬۲۹۰       | ۰٫۱      | ۱۲٬۲۰۰    | ۰٫۱   |
| ۱۷    | Venezuela          | ۱٬۲۴۰       | ۰٫۰      | ۱۱٬۲۰۰    | ۰٫۱   |
| ۱۸    | Philippines        | ۶۱۳         | ۰٫۰      | ۵٬۶۶۰     | ۰٫۱   |
| ۱۹    | Russia             | ۳۵۹         | ۰٫۰      | ۱٬۴۸۰     | ۰٫۰   |
| ۲۰    | South Africa       | ۲۰۲         | ۰٫۰      | ۲٬۰۱۰     | ۰٫۰   |
| ۲۱    | Kazakhstan         | ۶۵          | ۰٫۰      | ۴۶۳       | ۰٫۰   |
| ۲۲    | Ukraine            | ۴           | ۰٫۰      | ۳۶        | ۰٫۰   |
| Other | Other              | ۲۳۱٬۰۰۰     | ۷٫۷      | ۶۴۱٬۰۰۰   | ۷٫۶   |
| Total | Total              | ۳٬۰۱۰٬۰۰۰   | ۱۰۰٫۰    | ۸٬۴۵۰٬۰۰۰ | ۱۰۰٫۰ |

### تأثیر آب و هوا و رقابت در بازار
انتظار می‌رود توسعه ابزارهایی که انتشار کربن را محاسبه می‌کنند، تغییراتی را در رقابت نسبی محصولات آلومینیومی تولید ایالات متحده ایجاد کند و منجر به ایجاد مزایای رقابتی برای کشورهایی با شبکه‌های الکتریکی پیشرفته تر هم برای تأمین مصالح ساختمانی آلومینیوم و هم برای مکان‌یابی آلومینیوم جدید شود. امکانات صنعتی